# Citrus longispina
Citrus longispina (chanh có cánh, chanh blacktwig, hoặc megacarpa popeda) là một loại thuộc chi Cam chanh giống như các loài chanh ngọt khác, thường đã được phân loại là một popeda.
Nó được gọi là Tai la mi san trong tiếng Trung, Taramisan trong tiếng Nhật  và Tanisan hoặc Talamisan ở Philippines.

## Sự miêu tả
Citrus longispina là một cây họ cam quýt rất đẹp, có màu sắc nổi bật, với cành cây màu tối, lá màu xanh nhạt và quả màu vàng nhạt. Cành cây có màu nâu sẫm khác thường, gần như là đen, do đó nó có tên là "blacktwig". Cây có thể đạt chiều cao tám feet, và thường có vẻ ngoài bụi rậm xum xuê. Cành thường dài và chĩa xuống bởi trọng lượng của quả nặng.
Trái cây mọc thành chùm và thịt có một lượng đường tự nhiên và có hương vị của chanh. Tuy nhiên, nó vẫn thiếu cường độ axit được tìm thấy trong các loại trái cây phổ biến hơn, vì vậy một số người có thể thấy nó không ngon miệng. Hình dạng quả là hình cầu, đường kính dài khoảng 8 cm. Cây có rất nhiều gai dài và khỏe, liên quan đến tên thực vật, longi-spina.